# Луганська єпархія ПЦУ
Луганська єпархія — єпархія ПЦУ на території Луганської області.

## Історія

Єпископ Мефодій на урочистостях з нагоди Дня незалежності (Луганськ, 24.08.2012)

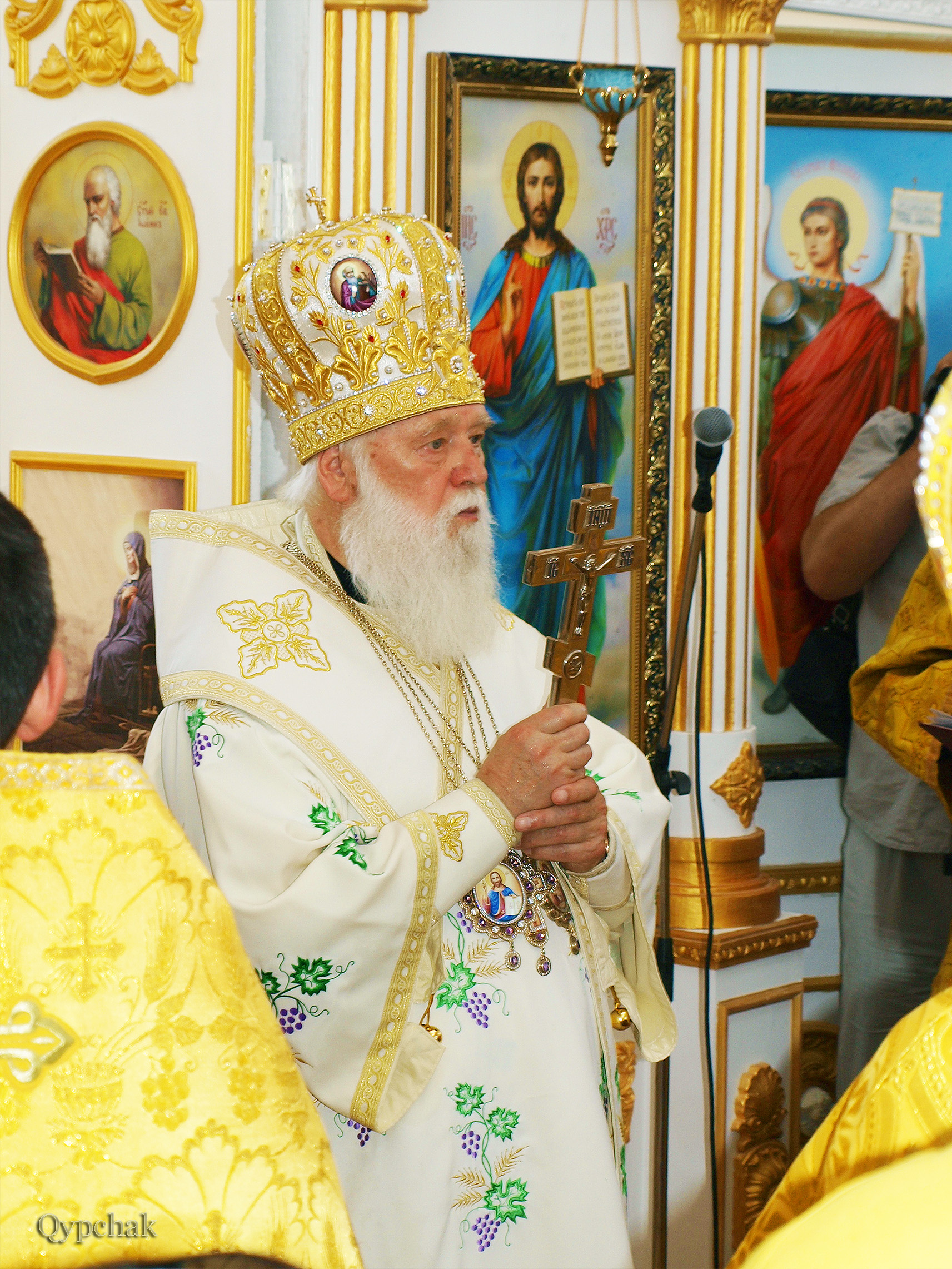
Патріарх УПЦ КП Філарет на освяченні Троїцького собору. 20 липня 2013 р.

Громади УПЦ-КП У Луганській області діють з 1992 р. У тому ж році була заснована Донецько-Луганська єпархія.
Перша парафія (Миколаївська) у Луганську з'явилася у грудні 1995 р. Станом на 1 січня 2010 року в Луганській області було зареєстровано 26 релігійних організацій, підпорядкованих УПЦ Київського патріархату, у тому числі 23 громади, 1 монастир, 1 духовний навчальний заклад. В обласному центрі у 2000 р. на вул. Урицького, 80-г планувалося заснувати Хрестовоздвиженський монастир. Його настоятелем став Сергій Горобцов, який згодом був обраний єпископом Слов'янським, вікарієм Донецької єпархії. Однак з усіх зареєстрованих релігійних організацій УПЦ КП в області фактично діє лише кілька парафій, зокрема у Вовкодаєвому Новоайдарського району. Щодо обласного центру, то міська рада відмовляла у виділенні громаді УПЦ КП земельної ділянки під будівництво храму.
В рамках візиту до Новопсковського району Луганської області архієпископ Мефодій зустрівся із заступником голови Новопсковської райдержадміністрації Скороходом Олександром Олексійовичем. Сторони обговорили питання розвитку духовності Новопсковщини.
Також Керуючий Луганською єпархією відвідав с. Осинове Новопсковського району, де побував біля пам'ятника Т. Шевченку, поклавши до нього квіти. Після цього владика зустрівся з головою Осинівської сільської ради.
Того ж дня владика Мефодій відвідав смт. Марківка, де провів робочу зустріч з керівництвом селища та Марківського району.
Через окупацію Луганська, у 2014 році, єпархіальне управління УПЦ-КП Луганської області було перенесено спочатку у Старобільськ, а потім у Сєвєродонецьк, який став обласним центром Луганщини.
15 грудня 2018 року відбувся Об'єднавчий собор українських православних церков в соборі Святої Софії у Києві.
Луганську єпархію УПЦ КП було перереєстровано в Луганську єпархію Православної церкви України. Проте активна протидія з боку Російської Православної Церкви призвела до того, що на Луганщині жодна парафія УПЦ МП не перейшла до ПЦУ. Перейшли окремі священники. Першим зі священників Московського Патріархату до Православної Церкви України перейшов без парафії ієрей Олександр Уразовський у грудні 2018 р. з Сєвєродонецька. Другим священником був клірик житомирської єпархії МП капелан 24-го батальйону «Айдар» ієромонах Спиридон Маркаров, який перейшов до ПЦУ у лютому 2019 р. Третім священником, що перейшов до ПЦУ в день Хрещення Господнього, в січні 2019 року, був ієрей Володимир Маглєна.
На Луганщині в ПЦУ служать 16 священників і майже третина з них — капелани. Нині постійно діючі парафії ПЦУ є в містах Сєвєродонецьк, Лисичанськ, Сватове, с. Веселе (Старобільський район). Від Старобільська до Щастя та Станиці Луганської стоять військові, там служать капелани, є каплиці, відкриті також і для цивільних віруючих. В інших містах області триває робота зі створення парафій.
17 листопада 2021 року Предстоятель Православної церкви України, митрополит Київський і всієї України Епіфаній здійснив свій першосвятительський візит в Луганську область. У Сєвєродонецьку на пустирі по вул. Гагарина, 116 Блаженнійший митрополит Епіфаній освятив Хрест та заклав пам'ятну капсулу у фундамент майбутнього кафедрального собору преподобного Сергія Радонезького.
22 листопада 2021 року Священний синод ПЦУ, що відбувся у Митрополичому домі – резиденції Предстоятеля ПЦУ, утворив у складі Луганської єпархії ПЦУ Свято-Матронинський жіночий монастир. Настоятелькою монастиря призначено монахиню Віру (Комплектову).

## Кафедральний собор
Луганська влада певний час відмовляла громаді надавати землю під забудову Свято-Троїцького кафедрального собору. Відтак патріарх Філарет, як приватна особа, купив собі дві ділянки на вул. Короленка, 92, де 2011 р. розпочались будівельні роботи.
У грудні 2012 р. на соборі встановлено бані. Поруч звели єпархіальне управління.
Головний собор єпархії освятив патріарх Філарет 20 липня 2013 р. з нагоди 1025-річчя Хрещення Русі.
Настоятель Собору — священник Володимир Беспалий. Нині військовий капелан.
Розпорядженням №1680 від 8 вересня 2021 року Сєвєродонецька міська військово-цивільна адміністрація виділила Луганській єпархії ПЦУ земельну ділянку площею 0,2930 га в районі будинку №116 по вул. Гагарина для будівництва кафедрального собору ПЦУ.
17 листопада 2021 року в Сєвєродонецьку було освячено місце під будівництво кафедрального собору преподобного Сергія Радонезького, яке здійснив Предстоятель Православної церкви України, митрополит Київський і всієї України Епіфаній.

## Ієрархія єпархії
У 2000 р. було розділено Донецько-Луганську єпархію. Обов'язки керуючого новоутвоненої Луганської єпархії продовжував виконувати донецький архієрей Юрій (Юрчик).
- (в. о.) Юрій (Юрчик) (2000–2003)
- Всеволод (Матвієвський) (6 квітня 2003 – 21 жовтня 2009)
- Тихон (Петранюк) (22 листопада 2009 – 13 грудня 2010)
- (в. о.) Мефодій (Срібняк) (13 грудня 2010 — 20 жовтня 2013)
- Афанасій (Яворський) (20 жовтня 2013 — 24 травня 2021)
- Лаврентій (Мигович) (з 24 травня 2021)

## Структура

### Правління
- Єпархіальне управління Луганської єпархії Православної церкви України (ПЦУ) знаходиться у м.Сєвєродонецьк за адресою: вул. Богдана Ліщини, 21-А. Там же перебуває кафедра єпископа Луганського - храм святого Пророка Іллі Православної церкви України (ПЦУ).
- Сторінка у Фейсбук: https://www.facebook.com/pcu.ln.yeparkhiia

### Благочиння
| №  | Назва                                                                                    | Адреса | Координати                                                              | Настоятель                  | Благочиння     |
| -- | ---------------------------------------------------------------------------------------- | --- | ----------------------------------------------------------------------- | --------------------------- | -------------- |
| 1  | Свято-Троїцький кафедральний собор                                                       | Україна, Луганська область, м. Луганськ, вул. Короленка, 92                                                       | 48°32′46″ пн. ш. 39°15′58″ сх. д. / 48.546117° пн. ш. 39.266102° сх. д. |                             | Луганське      |
| 2  | Храм Воздвиження Чесного Хреста Господнього                                              | Україна, Луганська область, м. Луганськ, вул. Урицького, 80-Г                                                     | 48°33′06″ пн. ш. 39°17′46″ сх. д. / 48.551803° пн. ш. 39.296138° сх. д. | священник Петро Савчук      | Луганське      |
| 3  | Храм Архангела Михаїла                                                                   | Україна, Луганська область, м. Луганськ, вул. Ленінградська, 2                                                    | 48°35′15″ пн. ш. 39°22′37″ сх. д. / 48.587619° пн. ш. 39.376824° сх. д. | о. Василь Шабінський        | Луганське      |
| 4  | Храм святого Духа                                                                        | Україна, Луганська область, м. Луганськ, квартал Молодіжний, 2, кв. 16                                            | 48°34′10″ пн. ш. 39°22′20″ сх. д. / 48.569338° пн. ш. 39.372146° сх. д. |                             | Луганське      |
| 5  | Хрестовоздвиженський монастир                                                            | Україна, Луганська область, м. Луганськ, вул. Урицького, 80-Г                                                     | 48°33′06″ пн. ш. 39°17′46″ сх. д. / 48.551803° пн. ш. 39.296138° сх. д. |                             | Луганське      |
| 6  | Храм Святого пророка Іллі Православної Церкви України (ПЦУ)                              | Україна, Луганська область, м. Сєвєродонецьк, вул. Богдана Ліщини, 21-А                                           | 48°56′46″ пн. ш. 38°28′50″ сх. д. / 48.946041° пн. ш. 38.480625° сх. д. | єпископ Лаврентій (Мигович) | Сєвєродонецьке |
| 7  | Каплиця Архангела Михаїла Православної Церкви України (ПЦУ)                              | Україна, Луганська область, м. Лисичанськ, пр. Перемоги, 58 (територія прикордонного загону)                      | 48°54′39″ пн. ш. 38°25′24″ сх. д. / 48.910949° пн. ш. 38.423262° сх. д. | о. Володимир Беспалий       | Сєвєродонецьке |
| 8  | Каплиця Рівноапостольного Князя Володимира Православної Церкви України (ПЦУ)             | Україна, Луганська область, м. Лисичанськ, вул. В.Сосюри (район ПТУ №51)                                          | 48°53′44″ пн. ш. 38°28′21″ сх. д. / 48.895587° пн. ш. 38.472428° сх. д. | о. Володимир Беспалий       | Сєвєродонецьке |
| 9  | Каплиця Святого Миколи Чудотворця Православної Церкви України (ПЦУ)                      | Україна, Луганська область, смт Воронове                                                                          |                                                                         | о. Володимир Беспалий       | Сєвєродонецьке |
| 10 | Каплиця Святого великомученика і цілителя Пантелеймона Православної Церкви України (ПЦУ) | Україна, Луганська область, м. Попасна, вул. Сонячна, 35-А (територія Попаснянської Центральної районної лікарні) | 48°38′25″ пн. ш. 38°23′57″ сх. д. / 48.64015° пн. ш. 38.399119° сх. д.  |                             | Сєвєродонецьке |
| 11 | Храм Покрови пресвятої Богородиці Православної Церкви України (ПЦУ)                      | Україна, Луганська область, м. Сватове, вул. Майдан Злагоди                                                       | 49°24′57″ пн. ш. 38°08′43″ сх. д. / 49.415748° пн. ш. 38.145360° сх. д. | о. Дмитро Романків          | Сватівське     |
| 12 | Храм святого Благовірного князя Олександра Невського                                     | Україна, Луганська область, Біловодський район, с. Новоолександрівка, вул. Лісна, 30                              |                                                                         |                             | Біловодське    |
| 13 |                                                                                          | Україна, Луганська область, Кіровська міська рада, смт. Новотошківське, вул. Партизанська, 14, кв. 28             |                                                                         | о. Петро Савчук             | Кіровське      |
| 14 | Храм Вознесіння Господнього                                                              | Україна, Луганська область, м. Хрустальний вул. Жовтнева, 69                                                      |                                                                         | о. Юрій Бублик              | Краснолуцьке   |
| 15 | Храм Покрови пресвятої Богородиці                                                        | Україна, Луганська область, м. Сорокине, вул. Артема, 8, кв. 24                                                   |                                                                         |                             | Краснодонське  |
| 16 | Храм святого Миколая                                                                     | Україна, Луганська область, Сорокинський район, с. Нижня Гарасимівка                                              |                                                                         |                             |                |
| 17 | Свято-Преображенський храм                                                               | Україна, Луганська область, м. Кремінна, пров. Костянтина Запорожця, 19, кв. 1                                    |                                                                         |                             | Кремінське     |
| 18 | Свято-Миколаївський храм                                                                 | Україна, Луганська область, Новоайдарський район, с. Вовкодаєве, вул. Мостова, 10-А                               |                                                                         |                             | Новоайдарське  |
| 19 | Храм Усікновення глави пророка Предтечі і Хрестителя Господнього Іоана                   | Україна, Луганська область, Попаснянський район, смт. Калинове, вул. Молодої Гвардії, 27                          |                                                                         |                             | Попаснянське   |
| 20 | Свято-Сергіївський храм                                                                  | Україна, Луганська область, м. Ровеньки, вул. Кузнєцова, 33                                                       |                                                                         |                             | Ровенківське   |

## Галерея

Свято-Троїцький кафедральний собор, м. Луганськ
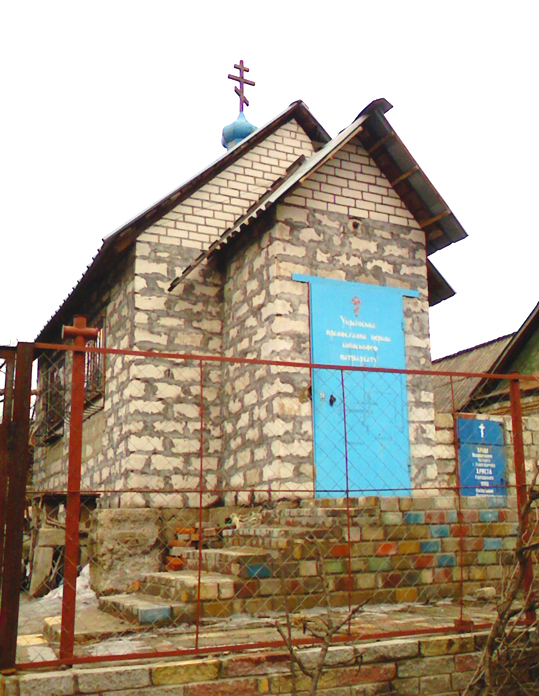
Храм Воздвиження Чесного Хреста Господнього, м. Луганськ